# City Island
City Island (bra: Confusões em Família; prt: City Island - Segredos à Medida) é um filme estadunidense de 2009, do gênero comédia dramática, dirigido por Raymond De Felitta.

## Sinopse
Com tantos segredos, a família Rizzo está prestes a desmoronar. O pai de família Vince Rizzo (Andy García) trabalha como guarda de prisão e descobre que um dos detentos, Tony, é seu filho fora do casamento. Além disso ele esconde um grande sonho: tornar-se ator. Sua filha Vivian (Dominik Garcia-Lorido) trabalha como stripper para pagar a universidade, enquanto seu filho mais novo, Vinnie (Ezra Miller), tem o fetiche de alimentar mulheres.[carece de fontes?]

## Elenco
- Andy García — Vince Rizzo
- Julianna Margulies — Joyce Rizzo
- Steven Strait — Tony Nardella
- Emily Mortimer — Molly Charlesworth
- Ezra Miller — Vinnie Rizzo
- Dominik Garcia-Lorido — Vivian Rizzo
- Carrie Baker Reynolds — Denise
- Hope Glendon-Ross — Cheryl
- Alan Arkin — Michael Malakov